# 台湾巨盘吸虫
台湾巨盘吸虫（学名：Gigantocotyle formosanum）为同盘科巨盘属的动物。分布于台湾以及中国大陆的福建、浙江、广东等地，营寄生生活，宿主为黄牛，寄生于真胃。